# Zyginama ritana
Zyginama ritana är en insektsart som först beskrevs av Beamer 1934.  Zyginama ritana ingår i släktet Zyginama och familjen dvärgstritar. Inga underarter finns listade i Catalogue of Life.